# Mihael Dimonie
Mihael Dimonie, aromunski botanik, podjetnik in učitelj, * 1870, Ohrid, Vilajet Manastir, Osmansko cesarstvo (zdaj Severna Makedonija), † 8. december 1935, Bukarešta.
Velja za enega najpomembnejših zbirateljev rastlin Balkana v obdobju pred prvo svetovno vojno.

## Življenje
Rodil se je v Ohridu, takrat delu Manastirskega vilajeta Osmanskega cesarstva, v premožni aromunski družini. Po končani osnovni šoli je dobil štipendijo za vpis na višjo normalko v Bukarešti in zaključil šolanje z učiteljsko diplomo na tamkajšnji univerzi. Potem se je vrnil v domovino in se zaposlil kot učitelj naravoslovja v romunski gimnaziji v Bitoli. Po tistem je učil na gimnaziji v romunskem Caracalu, na gozdarskem kolidžu v Brăneștiju in do leta 1912 na romunski ekonomski srednji šoli v Solunu, kjer je deloval tudi kot ravnatelj. Po izbruhu prve balkanske vojne se je vrnil v Caracal kot profesor na gimnaziji »Ioniță Asan«. Kot učitelj se je upokojil leta 1933.
Profesor medicinske botanike v Bukarešti Dimitrie Grecescu ga je navdušil nad zdravilnimi rastlinami in preostanek življenja je bil aktiven zbiratelj. Sprva je nabiral herbarijske primerke okoli Ohrida in Bitole ter v gorovju Baba, kasneje pa se je posvetil flori Oltenije na jugozahodu današnje Romunije. Zasnoval je serijo Plantae Macedonicae in začel poslovati s pomembnejšimi herbariji v Evropi, ki jim je pošiljal izvode. Njegova zasebna zbirka primerkov z južnega Balkana je bila sicer uničena v velikem požaru v Solunu leta 1917 in je zato izgubljena. Po upokojitvi je želel pripraviti doktorat iz botanike, a je načrte preprečila smrt njegovega prijatelja in mentorja Nicolaeja Iacobescuja. Namesto tega se je zadnja leta življenja ukvarjal s komercialnim gojenjem baržunastega osleza (Abutilon theophrasti) za vlakna, v sodelovanju z angleškim podjetnikom.
Umrl je nenadoma v Bukarešti, v 66. letu starosti.

## Botanična zapuščina
Vse življenje je bil strasten botanik. Za znanost so najpomembnejše njegove zbirke z južnega Balkana, ozemelj, ki so takrat spadale pod evropski del Osmanskega cesarstva; zbral je veliko primerkov v današnji Severni Makedoniji, na severu Grčije in severnoegejskih otokih Lemnos ter Tasos. Med prvimi je zbiral floro Pirina v današnji Bolgariji. Pri tem je njegove herbarijske pole včasih težko umestiti v prostor, saj je uporabljal turške toponime ali sploh izpustil lokacijo in jih obravnaval kot del serije Plantae Macedonicae, kar se nanaša na zgodovinsko regijo Makedonijo in zdaj ni jasno, ali je bil nek primerek nabran v današnji Albaniji, Severni Makedoniji, Grčiji ali Bolgariji. Večkrat je tudi pomešal lokacije. Ker je delal preden so bila dostopna pregledna taksonomska dela o flori tega območja, so določitve pogosto napačne. Kljub temu je na račun tisočih ohranjenih primerkov v herbarijskih polah prepoznan kot eden najpomembnejših zbirateljev svojega časa in njegove primerke taksonomi še vedno uporabljajo. Nezanemarljiv je tudi njegov prispevek k aromunski kulturni dediščini, saj je zbiral in zapisoval imena rastlin v aromunščini ter etnobotanične zanimivosti. Poleg serije Plantae Macedonicae je ustvaril še dve obsežni zasebni zbirki, a sta bili obe uničeni – tista v Solunu leta 1917 in druga, ki jo je hranil Grecescu, med zavezniškim bombardiranjem Bukarešte leta 1944.
Zaradi skromnega položaja učitelja ni imel dostopa do institucionalnih herbarijev in botanične literature, pa tudi ne veliko časa. Zato ni mogel objavljati svojih najdb, namesto tega so na podlagi Dimoniejevih primerkov drugi avtorji objavili veliko število podatkov, več tudi novih taksonov za znanost. Večina jih je bila sicer kasneje prepoznavnih kot sinonimov, nekaj pa ostaja veljavnih. Od teh sta dve vrsti, ki sta ju avtorja poimenovala po njemu: škržolica Hieracium dimoniei Zahn. s Koraba na meji med Albanijo in Severno Makedonijo ter lučnik Verbascum dimoniei Velen. blizu Gevgelije ob meji med Severno Makedonijo in Grčijo.